# Кубок вызова ЕКВ среди женщин 2017/2018
10-й розыгрыш Кубка вызова ЕКВ среди женщин (45-й с учётом Кубка обладателей кубков и Кубка топ-команд) проходил с 21 ноября 2017 по 11 апреля 2018 года с участием 37 команд из 24 стран-членов Европейской конфедерации волейбола. Победителем турнира стал греческий «Олимпиакос» (Пирей).
Интересно, что состав финала получился идентичным предыдущему розыгрышу Кубка, но на это раз обладателем трофея стала команда из Греции, победившая в решающей серии прошлогоднего победителя — турецкую «Бурсу Бююкшехир».

## Система квалификации
Места в Кубке вызова ЕКВ 2017/2018 были распределены по рейтингу ЕКВ на 2017 год, учитывающему результаты выступлений клубных команд стран-членов ЕКВ в еврокубках на протяжении трёх сезонов (2013/2014—2015/2016). Согласно ему все страны-члены ЕКВ получили возможность заявить своих представителей в розыгрыш Кубка вызова, причём страны, занимающие в рейтинге 9-16 места — по 2 команды, так как изначально не имели возможности напрямую включить свои команды в Лигу чемпионов, а в розыгрыше Кубка ЕКВ могли быть представлены всего одной командой каждая. Страны, стоящие в рейтинге на 1-8, 17-31 позициях или вовсе не имеющие рейтинговых очков, могли заявить по одной команде.
Страны с рейтинговыми очками, получившие возможность включить своих представителей в розыгрыш Кубка вызова ЕКВ 2017/2018 (в скобках — представительство согласно рейтингу): Турция, Россия, Польша, Азербайджан, Германия, Швейцария, Италия, Франция (все — по одной команде), Румыния, Чехия, Сербия, Бельгия, Финляндия, Словения, Украина, Греция (все — по 2 команды), Израиль, Нидерланды, Венгрия, Белоруссия, Австрия, Хорватия, Босния и Герцеговина, Испания, Норвегия, Кипр, Люксембург, Болгария, Словакия, Косово, Португалия (все — по одной команде). Из стран без рейтинговых очков заявили свои команды в розыгрыш Дания и Лихтенштейн. Отказались от участия в Кубке команды Польши, Германии, Италии, Словении, Украины, Израиля, Нидерландов, Белоруссии, Кипра. Только по одной команде (вместо двух) заявили Чехия и Греция. Дополнительные места в розыгрыше получили: Швейцария (1), Бельгия (1), Австрия (2), Хорватия (1), Испания (2), Словакия (1), Португалия (1).

## Команды-участницы
| Страна               | Команда                                       |                                                                      |
| -------------------- | --------------------------------------------- | -------------------------------------------------------------------- |
| Турция               | «Бурса Бююкшехир» (Бурса)                     | по итогам чемпионата Турции 2017 (5-е место)                         |
| Россия               | «Динамо» (Краснодар)                          | По итогам чемпионата России 2017 (5-е место)                         |
| Азербайджан          | «Азеррейл» (Баку)                             | 2-й призёр чемпионата Азербайджана 2017                              |
| Швейцария            | «Пфеффинген» (Пфеффинген)                     | 2-й призёр чемпионата Швейцарии 2017                                 |
| Швейцария            | «Витеос-НУК» (Невшатель)                      | По итогам чемпионата Швейцарии 2017 (5-е место)                      |
| Франция              | «Нант» (Нант)                                 | По итогам предварительной стадии чемпионата Франции 2017 (4-е место) |
| Румыния              | «Тырговиште» (Тырговиште)                     | 3-й призёр чемпионата Румынии 2017                                   |
| Румыния              | «Штиинца» (Бухарест)                          | По итогам чемпионата Румынии 2017 (4-е место)                        |
| Чехия                | «Острава» (Острава)                           | По итогам чемпионата Чехии 2017 (4-е место)                          |
| Сербия               | ТЕНТ (Обреновац)                              | По итогам чемпионата Сербии 2017 (4-е место)                         |
| Сербия               | «Железничар» (Лайковац)                       | По итогам чемпионата Сербии 2017 (5-е место)                         |
| Бельгия              | «Хермес» (Остенде)                            | 3-й призёр чемпионата Бельгии 2017                                   |
| Бельгия              | «Амигос» (Зурсел)                             | По итогам чемпионата Бельгии 2017 (4-е место)                        |
| Бельгия              | «Дофин» (Шарлеруа)                            | По итогам чемпионата Бельгии 2017 (6-е место)                        |
| Финляндия            | «Ориведен Поннистус» (Оривеси)                | 3-й призёр чемпионата Финляндии 2017                                 |
| Финляндия            | «Пёлкки» (Куусамо)                            | По итогам чемпионата Финляндии 2017 (4-е место)                      |
| Греция               | «Олимпиакос» (Пирей)                          | Чемпион Греции 2017                                                  |
| Венгрия              | «Вашаш-Обуда» (Будапешт)                      | 2-й призёр чемпионата Венгрии 2017                                   |
| Австрия              | «Нидеростеррайх Сокол-Пост» (Швехат)          | Чемпион Австрии 2017                                                 |
| Австрия              | «Линц-Штег» (Линц)                            | 2-й призёр чемпионата Австрии 2017                                   |
| Австрия              | «Холдинг» (Грац)                              | 3-й призёр чемпионата Австрии 2017                                   |
| Хорватия             | «Младост» (Загреб)                            | 2-й призёр чемпионата Хорватии 2017                                  |
| Хорватия             | «Осиек» (Осиек)                               | 3-й призёр чемпионата Хорватии 2017                                  |
| Босния и Герцеговина | «Гацко» (Гацко)                               | 2-й призёр чемпионата Боснии и Герцеговины 2017                      |
| Испания              | «Сьюдад де Логроньо» (Логроньо)               | Чемпион Испании 2017                                                 |
| Испания              | «Барса» (Барселона)                           | После отказа от участия ряда испанских команд                        |
| Испания              | «ИБСА Гран-Канария» (Лас-Пальмас)             | После отказа от участия ряда испанских команд                        |
| Норвегия             | «Рандаберг» (Рандаберг)                       | Чемпион Норвегии 2017                                                |
| Люксембург           | «Вальфер» (Вальферданж)                       | Чемпион Люксембурга 2017                                             |
| Болгария             | «Левски» (София)                              | 2-й призёр чемпионата Болгарии 2017                                  |
| Словакия             | «Славия» (Братислава)                         | Чемпион Словакии 2017                                                |
| Словакия             | «Страбаг» (Братислава)                        | 2-й призёр чемпионата Словакии 2017                                  |
| Косово               | «Кастриоти» (Феризай)                         | 3-й призёр чемпионата Косово 2017                                    |
| Португалия           | «Атлетику-Фамаликан» (Вила-Нова-ди-Фамаликан) | 3-й призёр чемпионата Португалии 2017                                |
| Португалия           | «Кайруш» (Понта-Делгада)                      | По итогам чемпионата Португалии 2017 (4-е место)                     |
| Дания                | «Хольте» (Хольте)                             | Чемпион Дании 2017                                                   |
| Лихтенштейн          | «Галина» (Шаан)                               | По приглашению ЕКВ                                                   |

## Система проведения розыгрыша
Во всех стадиях турнира применяется система плей-офф, то есть команды делятся на пары и проводят между собой по два матча с разъездами. Победителем пары выходит команда, одержавшая две победы. В случае равенства побед победителем становится команда, набравшая в рамках двухматчевой серии большее количество очков (за победу 3:0 и 3:1 даётся 3 очка, за победу 3:2 — 2 очка, за поражение 2:3 — 1, за поражение 1:3 и 0:3 очки не начисляются). Если обе команды при этом набрали одинаковое количество очков, то назначается дополнительный («золотой») сет, победивший в котором выходит в следующий раунд соревнований.

## Квалификационный раунд
21-22/27-30.11.2017
 «Славия» (Братислава) —  «Холдинг» (Грац)
22 ноября. 1:3 (16:25, 25:20, 15:25, 21:25).
29 ноября. 0:3 (17:25, 27:29, 22:25).
 «Осиек» —  «Нидеростеррайх Сокол-Пост» (Швехат) 
22 ноября. 2:3 (20:25, 26:24, 25:12, 22:25, 11:15).
27 ноября. 3:2 (25:21, 25:13, 19:25, 21:25, 15:9). «Золотой» сет — 16:14.
 «Пёлкки» (Куусамо) —  «Дофин» (Шарлеруа)
22 ноября. 1:3 (25:20, 17:25, 24:26, 23:25).
30 ноября. 0:3 (16:25, 17:25, 21:25).
 «Атлетику-Фамаликан» (Вила-Нова-ди-Фамаликан) —  «Сьюдад де Логроньо» (Логроньо)
22 ноября. 0:3 (20:25, 19:25, 20:25).
30 ноября. 0:3 (22:25, 11:25, 15:25).
 «ИБСА Гран-Канария» (Лас-Пальмас) —  «Амигос» (Зурсел) 
21 ноября. 3:2 (25:22, 24:26, 14:25, 25:16, 15:9).
30 ноября. 3:1 (25:17, 25:15, 20:25, 25:18).

## 1/16 финала
12-14.12.2017/9-11.01.2018
 «Вальфер» (Вальферданж) —  «Бурса Бююкшехир» (Бурса)
12 декабря. 0:3 (12:25, 16:25, 11:25).
10 января. 0:3 (12:25, 14:25, 18:25).
 «Дофин» (Шарлеруа) —  «Барса» (Барселона) 
14 декабря. 3:0 (25:19, 25:19, 25:15).
11 января. 3:2 (23:25, 27:25, 19:25, 25:21, 15:7).
 «Кайруш» (Понта-Делгада) —  «Хермес» (Остенде)
13 декабря. 1:3 (28:30, 25:18, 23:25, 23:25).
10 января. 2:3 (20:25, 25:17, 25:20, 19:25, 12:15).
 «Железничар» (Лайковац) —  ТЕНТ (Обреновац)
13 декабря. 3:1 (24:26, 25:21, 25:19, 25:16).
10 января. 0:3 (24:26, 23:25, 19:25). «Золотой» сет — 13:15.
 «Рандаберг» —  «Нант»
12 декабря. 0:3 (15:25, 16:25, 15:25).
9 января. 0:3 (8:25, 11:25, 9:25).
 «Галина» (Шаан) —  «Вашаш-Обуда» (Будапешт)
14 декабря. 1:3 (25:17, 14:25, 19:25, 23:25).
11 января. 2:3 (25:20, 19:25, 18:25, 25:18, 12:15).
 «ИБСА Гран-Канария» (Лас-Пальмас) —  «Линц-Штег» (Линц) 
12 декабря. 3:1 (20:25, 25:11, 25:21, 25:18).
10 января. 3:2 (21:25, 23:25, 25:13, 25:19, 16:14).
 «Хольте» —  «Витеос-НУК» (Невшатель)
12 декабря. 0:3 (23:25, 27:29, 19:25).
11 января. 1:3 (22:25, 14:25, 25:21, 9:25).
 «Штиинца» (Бакэу) —  «Азеррейл» (Баку) 
12 декабря. 3:1 (25:23, 25:20, 22:25, 25:18).
9 января. 0:3 (23:25, 25627, 14:25). «Золотой» сет — 15:13.
 «Пфеффинген» —  «Младост» (Загреб) 
12 декабря. 1:3 (28:26, 20:25, 18:25, 16:25).
10 января. 3:0 (25:14, 25:22, 25:18). «Золотой» сет — 15:10.
 «Сьюдад де Логроньо» (Логроньо) —  «Олимпиакос» (Пирей)
12 декабря. 2:3 (25:20, 29:31, 19:25, 25:17, 10:15).
9 января. 0:3 (18:25, 12:25, 17:25).
 «Левски» (София) —  «Тырговиште»
13 декабря. 1:3 (15:25, 25:27, 27:25, 17:25).
9 января. 0:3 (23:25, 16:25, 22:25).
 «Осиек» —  «Острава»
13 декабря. 0:3 (12:25, 13:25, 18:25).
10 января. 0:3 (20:25, 16:25, 26:28).
 «Кастриоти» (Феризай) —  «Ориведен Поннистус» (Оривеси)
13 декабря. 0:3 (13:25, 15:25, 14:25).
10 января. 0:3 (17:25, 18:25, 19:25).
 «Страбаг» (Братислава) —  «Гацко» 
14 декабря. 3:0 (25:16, 25:13, 25:21).
11 января. 3:0 (25:18, 25:11, 25:18).
 «Холдинг» (Грац) —  «Динамо» (Краснодар)
12 декабря. 2:3 (16:25, 27:25, 25:22, 23:25, 4:15).
10 января. 0:3 (19:25, 9:25, 11:25).

## 1/8 финала
23-25.01/6-7.02.2018
 «Дофин» (Шарлеруа) —  «Бурса Бююкшехир» (Бурса)
24 января. 0:3 (11:25, 13:25, 15:25).
7 февраля. 0:3 (31:33, 20:25, 23:25).
 «Хермес» (Остенде) —  ТЕНТ (Обреновац)
24 января. 3:0 (25:21, 25:18, 25:19).
8 февраля. 0:3 (21:25, 16:25, 22:25). «Золотой» сет — 15:13.
 «Вашаш-Обуда» (Будапешт) —  «Нант»
24 января. 2:3 (12:25, 25:17, 20:25, 25:20, 12:15).
6 февраля. 0:3 (12:25, 15:25, 14:25).
 «ИБСА Гран-Канария» (Лас-Пальмас) —  «Витеос-НУК» (Невшатель)
24 января. 3:0 (25:19, 25:19, 25:22).
7 февраля. 1:3 (25:17, 17:25, 21:25, 17:25). «Золотой» сет — 10:15.
 «Пфеффинген» —  «Штиинца» (Бакэу)
24 января. 2:3 (22:25 25:16, 25:15, 21:25, 11:15).
7 февраля. 3:1 (28:26, 23:25, 25:23, 25:23).
 «Олимпиакос» (Пирей) —  «Тырговиште»
25 января. 2:3 (18:25, 25:27, 25:16, 25:16, 13:15).
6 февраля. 3:1 (25:17, 16:25, 25:21, 25:22).
 «Ориведен Поннистус» (Оривеси) —  «Острава»
24 января. 0:3 (19:25, 9:25, 11:25).
7 февраля. 0:3 (13:25, 14:25, 22:25).
 «Динамо» (Краснодар) —  «Страбаг» (Братислава)
23 января. 3:0 (25:10, 25:18, 25:15).
7 февраля. 3:1 (25:16, 26:24, 22:25, 25:14).

## Четвертьфинал
21-22.02/27-28.02—1.03.2018
 «Хермес» (Остенде) —  «Бурса Бююкшехир» (Бурса)
21 февраля. 0:3 (19:25, 12:25, 19:25).
27 февраля. 0:3 (12:25, 13:25, 25:27).
 «Витеос-НУК» (Невшатель) —  «Нант»
22 февраля. 0:3 (15:25, 13:25, 24:26).
28 февраля. 1:3 (20:25, 17:25, 26:24, 22:25).
 «Пфеффинген» —  «Олимпиакос» (Пирей)
22 февраля. 1:3 (25:21, 19:25, 21:25, 19:25).
27 февраля. 0:3 (4:25, 18:25, 20:25).
 «Острава» —  «Динамо» (Краснодар)
21 февраля. 1:3 (25:16, 14:25, 18:25, 19:25).
1 марта. 2:3 (25:21, 25:18, 25:27, 18:25, 12:15).

## Полуфинал
14.03/21.03.2018
 «Бурса Бююкшехир» (Бурса) —  «Нант» 
14 марта. 3:0 (25:19, 25:23, 25:18).
21 марта. 3:0 (25:18, 25:16, 25:23).
 «Олимпиакос» (Пирей) —  «Динамо» (Краснодар) 
14 марта. 3:2 (18:25, 25:14, 23:25, 25:19, 15:13).
21 марта. 3:0 (25:20, 25:15, 25:13).

## Финал

### 1-й матч
| 4 апреля 2018 | \| «Олимпиакос» (Пирей) \| 2:3 cev.lu \| «Бурса Бююкшехир» (Бурса) \| \| Яна-Франциска Полл (20) Георгия Лампруси (6) Стилиани Христодулу (2) Стефани Нимер (18) Экатерина Йота (9) Саския Хиппе (24) Арета Кономи (либеро) Ирини Коккинаки (либеро) Алики Константиниду \| Голы \| Эмилия Димитрова (32) Шарлотте Лейс (9) Ивон Белиен (10) Нилай Караагач (4) Фатма Йылдырым (5) Эргюль Авджи (4) Айлин Сарыоглу (либеро) Мерве-Икбал Албайрак (3) Александра Быценко (1) Джансу Айдыногуллары \| | Пирей Melina Merkouri Indoor Hall 1800 зрителей |
| Счёт по партиям — 17:25, 23:25, 25:7, 25:18, 13:15. Время матча — 1 час 53 минуты. Судьи: Слободан Ковачевич, Бенедикт Гойкес.                                                                  | | |
| «Олимпиакос» (Пирей) | 2:3 cev.lu | «Бурса Бююкшехир» (Бурса) |
| Яна-Франциска Полл (20) Георгия Лампруси (6) Стилиани Христодулу (2) Стефани Нимер (18) Экатерина Йота (9) Саския Хиппе (24) Арета Кономи (либеро) Ирини Коккинаки (либеро) Алики Константиниду | Голы | Эмилия Димитрова (32) Шарлотте Лейс (9) Ивон Белиен (10) Нилай Караагач (4) Фатма Йылдырым (5) Эргюль Авджи (4) Айлин Сарыоглу (либеро) Мерве-Икбал Албайрак (3) Александра Быценко (1) Джансу Айдыногуллары |

### 2-й матч
| 11 апреля 2018 | \| «Бурса Бююкшехир» (Бурса) \| 1:3 cev.lu \| «Олимпиакос» (Пирей) \| \| Мерве-Икбал Албайрак (9) Эмилия Димитрова (24) Шарлотте Лейс (7) Ивон Белиен (11) Нилай Караагач (1) Фатма Йылдырым (6) Айлин Сарыоглу (либеро) Нурхан Индже Александра Быценко Эргюль Авджи Джансу Айдыногуллары \| Голы \| Экатерина Йота (8) Саския Хиппе (17) Яна-Франциска Полл (15) Георгия Лампруси (11) Стилиани Христодулу (10) Стефани Нимер (12) Арета Кономи (либеро) Ирини Коккинаки (либеро) \| | Бурса Cengiz Göllü Volleyball Hall 2500 зрителей |
| Счёт по партиям — 25:23, 20:25, 18:25, 16:25. Время матча — 1 час 52 минуты. Судьи: Армандо Симбари, Петер Хогер.                                                                                                 | | |
| «Бурса Бююкшехир» (Бурса) | 1:3 cev.lu | «Олимпиакос» (Пирей) |
| Мерве-Икбал Албайрак (9) Эмилия Димитрова (24) Шарлотте Лейс (7) Ивон Белиен (11) Нилай Караагач (1) Фатма Йылдырым (6) Айлин Сарыоглу (либеро) Нурхан Индже Александра Быценко Эргюль Авджи Джансу Айдыногуллары | Голы | Экатерина Йота (8) Саския Хиппе (17) Яна-Франциска Полл (15) Георгия Лампруси (11) Стилиани Христодулу (10) Стефани Нимер (12) Арета Кономи (либеро) Ирини Коккинаки (либеро) |

### MVP
Лучшим игроком финальной серии признана связующая «Олимпиакоса», капитан команды Стилиани Христодулу.

## Призёры
«Олимпиакос» (Пирей): Экатерина Йота, Алики Константиниду, Стефани Нимер, Яна-Франциска Полл, Георгия Лампруси, Элени Милентигевиц, Константина Влахаки, Арета Кономи, Хара Пападопулу, Ирини Коккинаки, Стилиани Христодулу, Саския Хиппе, Катерина Закхеу. Главный тренер — Бранко Ковачевич.
  «Бурса Бююкшехир» (Бурса): Ярен Хатипоглу, Айлин Сарыоглу, Синем Коджаман, Эргюль Авджи, Шарлотте Лейс, Фатма Йылдырым, Ивон Белиен, Александра Быценко, Нилай Караагач, Асли Теджимер, Эмилия Димитрова, Нуран Индже, Мерве-Икбал Албайрак, Джансу Айдыногуллары. Главный тренер — Анджело Верчези.